# Кори, Карл Исидор
Карл Исидор Кори (нем. Carl Isidor Cori; 24 февраля 1865[…], Мост, Северочешский край — 31 августа 1954, Вена) — чешско-австрийский зоолог. Ректор Немецкого университета в Праге. Отец Карла Фердинанда Кори.

## Биография
Карл Исидор Кори родился 24 февраля 1865 года в Мосте. Его отец, Франц Эдуард Кори, был родом из Йиндржихув-Градеца. Изучал зоологию в Пражском университете и продолжил обучение в Лейпцигском университете, где в 1889 году получил степень доктора философии. Через два года он защитил докторскую диссертацию по медицине в Праге, а в 1892 году получил хабилитацию по зоологии и сравнительной анатомии.
Затем он работал в Немецком техническом университете в Праге, сначала ассистентом профессора зоологии, а в 1898 году стал экстраординарным профессором, а в 1905 году – полным профессором. Университет помогал Кори в его научной работе и позволил ему остаться в Триесте в 1898 году. Кори стал директором местной зоологической станции и одновременно возглавил местную океанографическую станцию биологических исследований по изучению животных и растений. Кори специализировался на исследовании некоторых морских животных, особенно группы Phoronida (Форониды), о которых он написал две публикации в 1930-х годах. Он также изучал разные группы морских беспозвоночных.
В 1918 году Кори вместе с семьей переехал обратно в Прагу. С 1919 по 1936 он был профессором Немецкого университета в Праге. В Немецком университете после образования Чехословацкой Республики естественные науки были перемещены из философского факультета в отдельный факультет естественных наук. Кори был его деканом в 1921-1923 годах. Трижды возглавлял Немецкий университет как его ректор (1925-1926, 1927-1928, 1930-1931). Кроме того, в течение пяти академических лет он занимал должность проректора.
После образования Чехословакии он возглавил Институт зоологии, а с 1925 года – Институт зоологии в Праге. Также был заместителем директора Научно-экзаменационной комиссии по проверке педагогических квалификаций для средних школ и членом Немецкого общества наук и искусств Чехословацкой Республики.
В научных кругах он более известен благодаря своему сыну, биохимику Карлу Фердинанду Кори, который вместе со своей женой Герти Терезой Кори получил Нобелевскую премию в 1947 году «за открытие каталитического превращения гликогена».